# Zarina Yeva
Zarina Yeva, kaz. Зарина Ева (ur. w Tarazie) – kazachska modelka i aktorka filmowa mieszkająca w Stanach Zjednoczonych.

## Życiorys
Urodziła się w Tarazie. Zarina Yeva rozpoczęła karierę modelki po ukończeniu szkoły średniej. Po podpisaniu kontraktu z kazachską agencją modelek brała udział w kampaniach reklamowych różnych marek oraz reprezentowała swój kraj w międzynarodowym konkursie World Beauty Queen odbywającym się w Korei Południowej, awansując do finału. Pojawiała się na okładkach i stronach magazynów takich jak L'Officiel, Vogue (wspólna okładka z kazachską modelką i piosenkarką Kristiną Menissov), Maxim, Harper's Bazaar, Glamour i Elle. Chodziła po wybiegu podczas wydarzeń takich jak Miami Swim Week.

## Filmografia
| Rok  | Film                           | Rola     | Źródło |
| ---- | ------------------------------ | -------- | ------ |
| 2015 | Village Escape. Love Affair    | Kobieta  | [ 6 ]  |
| 2018 | Chwilowe trudności             | Aygerim  | [ 7 ]  |
| 2018 | Biznesmeny                     | Aren     | [ 8 ]  |
| 2019 | Kazakh Khanate – Golden Throne | Aytolgan | [ 9 ]  |
| 2019 | Tomiris                        | Sabina   | [ 10 ] |
| 2019 | Uroki Kazakhskogo              | Tana     | [ 11 ] |
| 2020 | Kosmiczne mistrzostwa          | Amazonka | [ 12 ] |